# Beurla Reagaird
Beurla Reagaird – język celtycki będący w zasadzie szkockim żargonem, używany przez społeczność szkockich koczowników (tzw. Scottish Travellers) zamieszkujących region Highlands. Ze względu na romskie pochodzenie tej grupy etnicznej, można go uznać za pogadialekt. 